# Chiesa dei Santi Maria e Gallicano
La chiesa dei Santi Maria e Gallicano è una chiesa di Roma, nel rione Trastevere, situata in via di S. Gallicano, 2.
È la chiesa annessa all'ospedale omonimo, eretta tra il 1726 e il 1729 da Benedetto XIII con architettura di Filippo Raguzzini, autore anche dell'ospedale, sorto per curare gli ammalati di malattie cutanee.
All'esterno una lapide ricorda il restauro del 1925, mentre sopra il portale vi è un'iscrizione che ricorda l'istituzione dell'ospedale. L'interno è a croce greca con quattro absidi. Sull'altare maggiore vi è la pala raffigurante la Madonna col Bambino, san Gallicano e tre malati dipinta da Marco Benefial, autore anche delle due tele degli altari laterali (San Filippo Neri e Madonna della Neve).